# Ten (албум)
Ten је дебитантски албум гранџ групе Перл џем из 1991. године. На албуму се налазе неки од најпознатијих синглова групе: Jeremy, ,  и Even Flow. Продато је око 13 милиона копија овог албума. Током снимања албума, у бенду су били следећи чланови: певач Еди Ведер, гитариста Мајк Макриди, други гитариста Стоун Госард, басиста Џеф Ејмент и бубњар Дејв Крузен.
На албуму се налазе следеће песме: